# Lorenzo Melgarejo
Lorenzo Antonio Melgarejo Sanabria (* 10. August 1990 in Loma Grande) meist Lorenzo Melgarejo oder Melgarejo genannt, ist ein paraguayischer Fußballspieler, der aktuell beim Club Libertad unter Vertrag steht.

## Karriere

### Verein
Melgarejo begann im Jahr 2009 seine fußballerische Profikarriere, als er für den paraguayischen Verein 12 de Octubre Football Club spielte. Nach einem Jahr wechselte er zu Olimpia Asunción, ehe es ihn zum Independiente FBC zog. Hier wurde der portugiesische Verein Benfica Lissabon auf ihn aufmerksam, der ihn daraufhin für vier Jahre verpflichtete.
Nach dem Transfer wurde Melgarejo, ohne ein Ligaspiel bestritten zu haben, an den FC Paços de Ferreira verliehen. in seinem Debütspiel beim 2:1-Heimsieg für den FC Paços de Ferreira gegen União de Leiria erzielte er sein erstes Tor für seinen Verein. Zur Saison 2012/13 kehrte Melgarejo zu Benfica Lissabon zurück. Bei Benfica wird er zumeist als linker Außenverteidiger eingesetzt. In seinem ersten Spiel nach seiner Rückkehr gegen Sporting Braga unterlief ihm ein Eigentor. Er kam in der gesamten Spielzeit bei Benfica zu 21 Einsätzen und erzielte zwei Tore. In der Champions League kam er zu acht Einsätzen, während er – nach dem dritten Platz in der Champions-League-Gruppenphase – in der Europa League zu acht Einsätzen kam. Benfica erreichte in der Europa League das Endspiel, das mit 1:2 gegen den FC Chelsea verloren wurde. Melgarejo kam im Endspiel zum Einsatz.
Melgarejo unterschrieb am 2. September einen Vertrag für vier Jahre beim russischen Erstligisten FK Kuban Krasnodar. Dieser Transfer kostete den Verein rund fünf Millionen Euro Ablöse. im Februar 2016 wechselte er zum Ligarivalen Spartak Moskau. 2020 wechselte er zum Racing Club Avellaneda.

### Nationalmannschaft
Melgarejo kam am 14. November 2012 zu seinem ersten Einsatz für die paraguayische Nationalmannschaft, als er beim Freundschaftsspiel gegen Guatemala eingewechselt wurde.

## Erfolge
- UEFA Europa League: Endspielteilnahme 2013
- Russischer Meister: 2017